# Татой (кладбище)
Татой (греч. Τατόι) — некрополь греческих монархов, расположенный в парковой зоне дворца Татой, на склоне горы Парнис в Аттике, в 27 км от центра Афин (15 км от границы города).

## История
В 1880 году в парке Татоя появилось первое захоронение — малолетней дочери Георга I Ольги. Позднее и другие дети Георга I нашли своё упокоение в имении — Николай Георгиевич, Андрей Греческий, Христофор Греческий и Мария Георгиевна.
На королевском кладбище погребены все греческие короли из династии Глюксбургов: Георг I, Константин I (и его супруга София Прусская), Александр I, Георг II, Павел I и Константин II.
На кладбище покоятся также представители русской императорской династии — королева Ольга Константиновна, великая княжна Елена Владимировна, великая княгиня Александра Георгиевна (в 1939 году её прах был перенесён в Грецию из СССР).
Погребения на кладбище продолжаются и после отмены монархии в Греции. В 1981 году там похоронена королева Фредерика Греческая, вдова Павла I, а в 1990-е и 2000-е — две греческие принцессы — Екатерина, дочь Константина I, а также дочь Александра I Александра Греческая и его супруга Аспасия Манос.